# Tiszaroff
Tiszaroff község Jász-Nagykun-Szolnok vármegye Kunhegyesi járásában.

## Fekvése
A Tisza mellett fekszik, a Tisza-tó térségétől nem messze délnyugati irányban, a folyó egy nagy méretű – mintegy 14 kilométeres szakasza alatt bő 180 fokos irányváltást leíró – kanyarulatának ölelésében. A község szinte teljes területe a bal parti oldalon helyezkedik el, területének csupán csekély hányada (egy holtág által közrefogott, kevesebb, mint 2 négyzetkilométernyi része) esik a jobb parti oldalra.
A szomszédos települések: észak felől Tiszabura, kelet felől Tiszagyenda, délkelet felől Tiszabő, dél felől Kőtelek, nyugat felől Tiszasüly, északnyugat felől pedig Pély (utóbbi három a Tisza túlsó, jobb parti oldalán fekszik).
Éghajlata az Alföld középső térségének éghajlatához hasonlít, szélsőséges és szeszélyes. Kevés csapadék, nyári magas, téli alacsony hőmérséklet a jellemző.
Legdélebbi külterületei nagyrészt a 2009-ben átadott tiszaroffi árapasztó tározó területéhez tartoznak, tiszaroffi területen helyezkedik el a tározó északi (beeresztő) műtárgy-komplexuma is.

### Megközelítése
A vízitúra-útvonalakat leszámítva csak közúton közelíthető meg, Tiszabura vagy Tiszagyenda-Fegyvernek felől a 3216-os, Tiszasüly felől pedig (a Tiszán átkompolva) a 3234-es úton.
Autóbusz-összeköttetése van a környező falvakkal, illetve a közeli városok közül Kunhegyessel és Törökszentmiklóssal.

## Története
A község területén és környékén feltárt leletek azt bizonyítják, hogy a Tisza partján az emberek már az őskorban letelepedtek. A kőkorban és az azt követő rézkorban is éltek itt emberek. Az itt feltárt leletek a Magyar Nemzeti Múzeumban találhatók.
A nyelvi hagyományok és a népmondai elemek alapján úgy tartják a roffiak ma is, hogy a község határában lévő Ajtóshát és Borshalom dombjain a hunok díszes bőrsátrai álltak hajdan, s Roff vezér után Attila is táborozott ezen a vidéken. Ennek hitelességét történelmi kutatás eredménye nem igazolta.
A Rákóczi-szabadságharc után 1711-ben 20 jobbágy és 6 zsellér lakja a területet. Ekkor kerül a falu egy része a Borbély família tulajdonába. Az 1780-as években már több földesura is van a falunak. Borbély Mihály 1757-ben a meglévő protestáns imaházhoz tornyot építtetett, majd 1762-ben a különálló s ma is meglévő kőtorony is felépült. Az 1840-es évekig rossz, járhatatlan földutak kötik össze a környező helységekkel.
A község 13,5 km hosszúságban a Tisza partján fekszik, ebből 2,5 km közvetlen belterület. A települést érintő szabályozás (átmetszés) 1854–55-ben készült el. Párhuzamosan folyt a gátépítés is. A belső település olyan magas parton fekszik, hogy a falut árvíz nem vitte el, de határa többször került víz alá.
A kiegyezés utáni évtized közigazgatási átszervezései jelentősen érintették Tiszaroff életét. 1872. május 11-én nagyközséggé alakult. Az 1876-os megyerendezés során kettévált Heves és Külső-Szolnok vármegye, Tiszaroff ennek déli részével az újonnan alakuló Jász-Nagykun-Szolnok vármegyéhez került és 1908-ig (Törökszentmiklósra helyezéséig) e megye Tiszai közép járásának székhelye volt, és egy ideig adóhivatal is volt a településen.
Tiszaroff a népességi csúcsát 1900-ban érte el több mint 4000 fővel, lakossága azóta folyamatosan csökken, eltekintve az 1930-as és 40-es évektől.
1919-ben a Tanácsköztársaság kikiáltása után a községben is megalakult a Vörös Őrség. Leverése után volt parancsnokát elfogták és kivégezték. Más, szóbeli információk szerint a helyi Vörös Őrséget irányító Varga Gyula (1896–1919) községi tanító halála nem volt formális kivégzés. A községet megszálló román hadsereg katonái elfogták, lovaskocsin szállították, melynek során egy helyi földbirtokos (Sigray?) orvul lelőtte. Síremléke ma is megtalálható a község északi részén lévő református temető bevezető útja mellett. A síremlék állagának természetes romlása miatt leesett márvány sírfelirattáblát ismeretlenek 2015–16-ban ismét a helyére rögzítették.
1945 után a háborús veszteségekkel, de újra nekikezdett a község a munkának. 1948-ban gépállomás kezdte meg működését 24 dolgozóval és 9 géppel. Termelőszövetkezetek alakultak. Híres volt az 1906–1908 között létesült gőzmalom, melyet 1949-ben államosítottak. 1963 januárjától működött a Tiszaroff és Vidéke Körzeti FMSZ, melynek Tiszaroff volt a központja. 1961-ben új kultúrotthon létesült, melyben elhelyezést nyert a könyvtár is. A faluban bölcsőde, óvoda és 8 osztályos iskola működött. 1926-tól filmszínház is működött a községben. Mindig jelentős volt Tiszaroffon a sport, legjobb eredményt a röplabdások érték el, de a labdarúgó-, asztalitenisz- és kerékpár szakosztályok is jól, sikeresen működtek.

## Közélete

### Polgármesterei
- 1990–1994: Szász György (független)[3]
- 1994–1998: Szász György (független)[4]
- 1998–2002: Mészáros László (független)[5]
- 2002–2006: Mészáros László (független)[6]
- 2006–2010: Kamarás Zsolt (független)[7]
- 2010–2014: Kamarás Zsolt (független)[8]
- 2014–2019: Kamarás Zsolt Miklós (független)[9]
- 2019–2024: Vankóné Jekli Anikó (független)[10]
- 2024– : Vankóné Jekli Anikó (független)[1]

## Népesség
A település népességének változása:
| Lakosok száma | 1571 | 1543 | 1535 | 1606 | 1553 | 1531 | 1544 |
|               | 2013 | 2014 | 2017 | 2021 | 2022 | 2023 | 2024 |

2001-ben a település lakosságának 92%-a magyar, 8%-a cigány nemzetiségűnek vallotta magát.
A 2011-es népszámlálás során a lakosok 92,7%-a magyarnak, 11,4% cigánynak, 0,3% németnek mondta magát (7,3% nem nyilatkozott; a kettős identitások miatt a végösszeg nagyobb lehet 100%-nál). A vallási megoszlás a következő volt: római katolikus 28,3%, református 31,9%, görögkatolikus 0,4%, felekezeten kívüli 25% (13,4% nem nyilatkozott).
2022-ben a lakosság 93,4%-a vallotta magát magyarnak, 9,8% cigánynak, 0,7% németnek, 0,2% szerbnek, 0,1-0,1% bolgárnak, szlováknak és románnak, 2% egyéb, nem hazai nemzetiségűnek (6,3% nem nyilatkozott; a kettős identitások miatt a végösszeg nagyobb lehet 100%-nál). Vallásuk szerint 20,1% volt református, 14% római katolikus, 0,5% görög katolikus, 0,2% evangélikus, 0,1% izraelita, 1% egyéb keresztény, 3,9% egyéb katolikus, 29,5% felekezeten kívüli (30,6% nem válaszolt).

## Nevezetességei
- Borbély-kastély

## Híres emberek
- Itt született 1782-ben Bajnóczi János református lelkész, énekszerző.
- Itt született 1826. november 13-án nagysarlói Magyary-Kossa Ferenc földbirtokos, állatorvos
- Itt született 1875. március 29-én roffi Borbély György földbirtokos, politikus, Jász-Nagykun-Szolnok vármegye főispánja
- Itt született 1957. szeptember 4-én Farkas Flórián magyarországi roma politikus.

## Tiszaroff az irodalomban
- Tiszaroff a címadó helyszíne Lipták Gábor A tiszaroffi bujdosó című, s a balatonfüredi író Amiről a vizek beszélnek című novelláskötetében szereplő novellájának.